# From the Underground and Below
From the Underground and Below es el noveno álbum de estudio de la banda de thrash metal estadounidense Overkill publicado en 1997 por CMC International. El cantante Bobby "Blitz" Ellsworth considera a From the Underground and Below como uno de sus álbumes favoritos de la banda.

## Lista de canciones
Todas escritas por Bobby Ellsworth y D. D. Verni.
1. "It Lives" – 4:31
2. "Save Me" – 4:56
3. "Long Time Dyin'" – 4:53
4. "Genocya" – 4:46
5. "Half Past Dead" – 5:29
6. "F.U.C.T." – 4:56
7. "I'm Alright" – 5:49
8. "The Rip n' Tear" – 4:18
9. "Promises" – 4:49
10. "Little Bit o' Murder" – 4:09

## Créditos
- Bobby "Blitz" Ellsworth – Voz
- D. D. Verni – Bajo
- Joe Comeau – Guitarra
- Sebastian Marino – Guitarra
- Tim Mallare – Batería

## Posicionamiento
| Lista (1997)              | Posición |
| ------------------------- | -------- |
| Billboard Top Heatseekers | 34       |